# Moine Supergroup
Die Moine Supergroup ist eine Abfolge neoproterozoischer Metasedimente des Toniums im Northern-Highland-Terran Schottlands. Sie wird im Nordnordwesten vom Moine Thrust Belt und im Südosten von der Great Glen Fault eingegrenzt. Ihre Schichtglieder werden zu einer Supergroup zusammengefasst. Ihr unterer Abschnitt wurde zwischen 1000 und 960 Millionen Jahren, ihr oberer Abschnitt zwischen 900 und 860 Millionen Jahren abgelagert.

## Etymologie

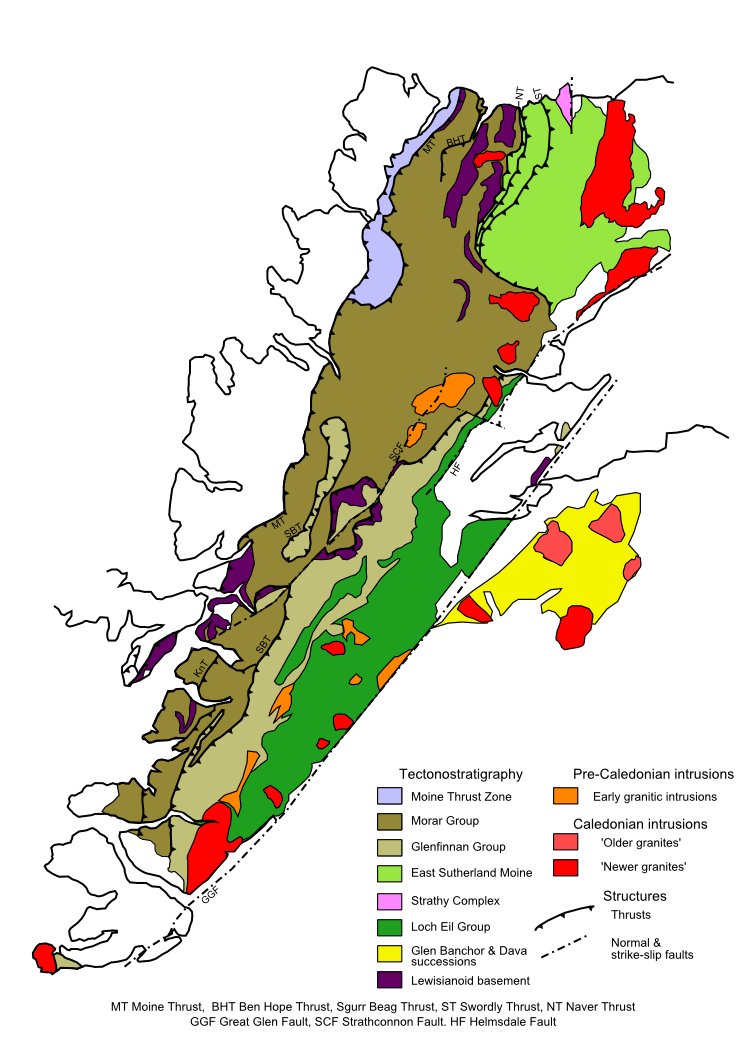
Geologische Karte der Moine Supergroup

Der anglifizierte Name Moine leitet sich von der schottisch-gälischen Bezeichnung A' Mhòine ab – einer Moorlandschaft im nördlichen Sutherland zwischen Loch Eriboll und Tongue. Mhòine ist die lenisierte Form von mòine und bedeutet Moor oder Morast.

## Geschichtliches
Die Moine Supergroup wurde bereits 1861 von Roderick Murchison und Archibald Geikie erwähnt, sie wurde aber damals noch als Eastern Schists, Moine Schists oder auch Moine Series bezeichnet. Sie hatten die Supergroup bereits zutreffend als metamorphosierte Sedimente erkannt. Falsch war jedoch ihre Einschätzung, dass diese Sedimente stratigraphisch auf die kambrischen Quarzite und Kalke der Durness Group bei Eriboll folgten. Charles Lapworth konnte jedoch 1885 zeigen, dass sie wesentlich älter waren und das Kambrium überfuhren. Bereits Geikie (1888) und vor allem J. S. Flett (1905) hatten dann felsische, mafische und ultramafische Orthogneise innerhalb der Supergroup dem Lewisian zugeordnet.
Es folgte die herausragende Arbeit von Ben Peach und Kollegen im Jahr 1907, die in ihrem Memoir eine systematische Beschreibung der Supergroup vorlegten. John G. Ramsay arbeitete zwischen 1957 und 1962 an der Moine Supergroup. Er studierte vor allem die erlittenen Verformungen der Metasedimente (insbesondere die Überlagerungsfaltungen – engl. super(im)posed folding) und die Beziehungen zwischen Grundgebirge und Metasedimenten.
Im Jahr 1969 lieferten G. S. Johnstone und Kollegen eine erste regionale Synthese der Moine Supergroup. Weitere Synthesen über verschiedene Aspekte der Moine Supergroup folgten im Jahr 1993 durch G. Rogers und R. J. Pankhurst, im Jahr 1994 durch R. E. Holdsworth und Kollegen und im Jahr 2002 durch R. A. Strachan und Kollegen.

## Vorkommen
Das Hauptvorkommen der Moine Supergroup befindet sich nordwestlich der Great Glen Fault und liegt tektonisch als Moine Nappe über der Moine Thrust. Die Supergroup definiert das Northern Highlands Terrane. Ein kleineres Vorkommen sehr ähnlicher und korrelierbarer Gesteine erscheint auch noch im Grampian Terrane südöstlich der Great Glen Fault. Gesteine, die ebenfalls zur Moine Supergroup gestellt werden können, finden sich auf Mull, auf Orkney und in Shetland.

## Sedimentologie
Die Moine Supergroup wird generell aus siliziklastischen Sedimenten aufgebaut – vorwiegend mächtige Abfolgen aus feinkörnigen Sanden, Silten und Tonen, die zu Psammiten, Semipeliten und Peliten metamorphosiert wurden.
Die Moine Supergroup ist lithologisch generell sehr eintönig und wird von Psammiten beherrscht (meist metamorphosierte Sandsteine) – was eine lithostratigraphische Korrelation, aber auch eine Interpretation des Ablagerungsmilieus extrem erschwert. Negativ wirken sich aus der Mangel an biostratigraphischen Kontrollen (Fossilmangel), die fortgeschrittene Rekristallisation während der hochgradigen Metamorphose, komplexe und oft auch kurvilineare Verfaltung, die Zerrüttung des Schichtverbands durch groß angelegte Überschiebungen und an manchen Stellen eine sehr hohe Verformungsrate. Da Pelite und Semipelite für metamorphe Rekristallisationen, Deformationen und teilweises Aufschmelzen sehr anfällig sind, besitzen oft nur noch die Psammite eine gewisse sedimentologische Aussagekraft.
Die Interpretation des Ablagerungsmilieus hat über die Jahre eine Wandlung erfahren. Hatte R. A. Strachan im Jahr 1986 die Moine Supergroup noch als tidal bis flachmarin gedeutet und 1988 die Glenfinnan Group sogar als Tiefwassersedimente angesehen, so schloss im selben Jahr N. R. W. Glendinning für die Upper Morar Psammite Formation einen fluviatilen Einfluss nicht mehr aus. Neuere Untersuchungen verweisen mehr und mehr auch auf einen fluviatilen Ursprung, so deuteten beispielsweise Krabbendam und Kollegen die Sedimente im Jahr 2008 als hochenergetische Zopfstromablagerungen und zeigten, dass zumindest der untere Abschnitt der Moine Supergroup fluviatilen und nicht marinen Ursprungs ist. Zu einem ähnlichen Ergebnis kamen noch im gleichen Jahr H. C. Bonsor und A. R. Prave, die für den Upper Morar Psammite in Ardnamurchan eine alluviale Zopfstromebene etablierten. Mittlerweile werden zwei Zyklen in der Morar Group erkannt – Progradation und Retrogradation des Festlandes. Hierbei wird eine mittel- bis hochenergetische, fluviatile Zopfstromebene mehr und mehr tidal beeinflusst, geht in den tidalen Strandbereich über und wird schließlich flachmarin. Es erfolgt sodann eine zweite Progradation zu einer tidal beeinflussten, deltaischen Zopfstromebene, die dann ihrerseits erneut zu flachmarinen Bedingungen revertiert.

### Sedimentstrukturen
An Sedimentstrukturen sind vor allem Schrägschichtungen anzuführen, wie beispielsweise planare Schrägschichtung (engl. tabular cross-bedding), trogförmige Schrägschichtung (engl. trough cross-bedding oder trough cross-stratification), beulige Schrägschichtung (hummocky cross-stratification) und grätenförmige Schrägschichtung (engl. herringbone cross-lamination). Auch Rippelmarken sowie Linsen- und Flaserschichtung sind gelegentlich zu beobachten. Die Rippeln sind asymmetrisch, symmetrisch oder deuten auf ein zusammengesetztes Flussregime hin. Überlagerungsrippeln zeigen entgegengesetzte Schrägschichtungsrichtungen (Kreuzschichtung). Oft stellt sich hierbei Bündelung im Zentimeter bis Dezimeterbereich ein – alternierend zwischen relativ tonarmen, flach-laminierten Lagen und mit Tonhäuten überzogenen schräg-geschichteten Lagen.
In den Psammiten sind Geröllabsätze relativ häufig. Örtlich können auch Zentimeter-dicke Lagen akzessorischer Minerale auftreten. Die Klasten von Quarz und Alkalifeldspat messen 2 bis 3, maximal 4 Millimeter im Durchmesser. Die Gradierung innerhalb der trogförmigen Schrägschichtung ist normal.
Deformationen des noch weichen Sediments sind selten. Es handelt sich um eingeschnürte, sich aufbäumende, spitz zulaufende Formen, die am stärksten in Basisnähe verformt wurden. Die Strukturen werden fast immer von darüberliegenden Schichten abgeschnitten und betreffen selten mehr als zwei übereinanderfolgende Schichtpakete.

## Tektono-stratigraphischer Aufbau

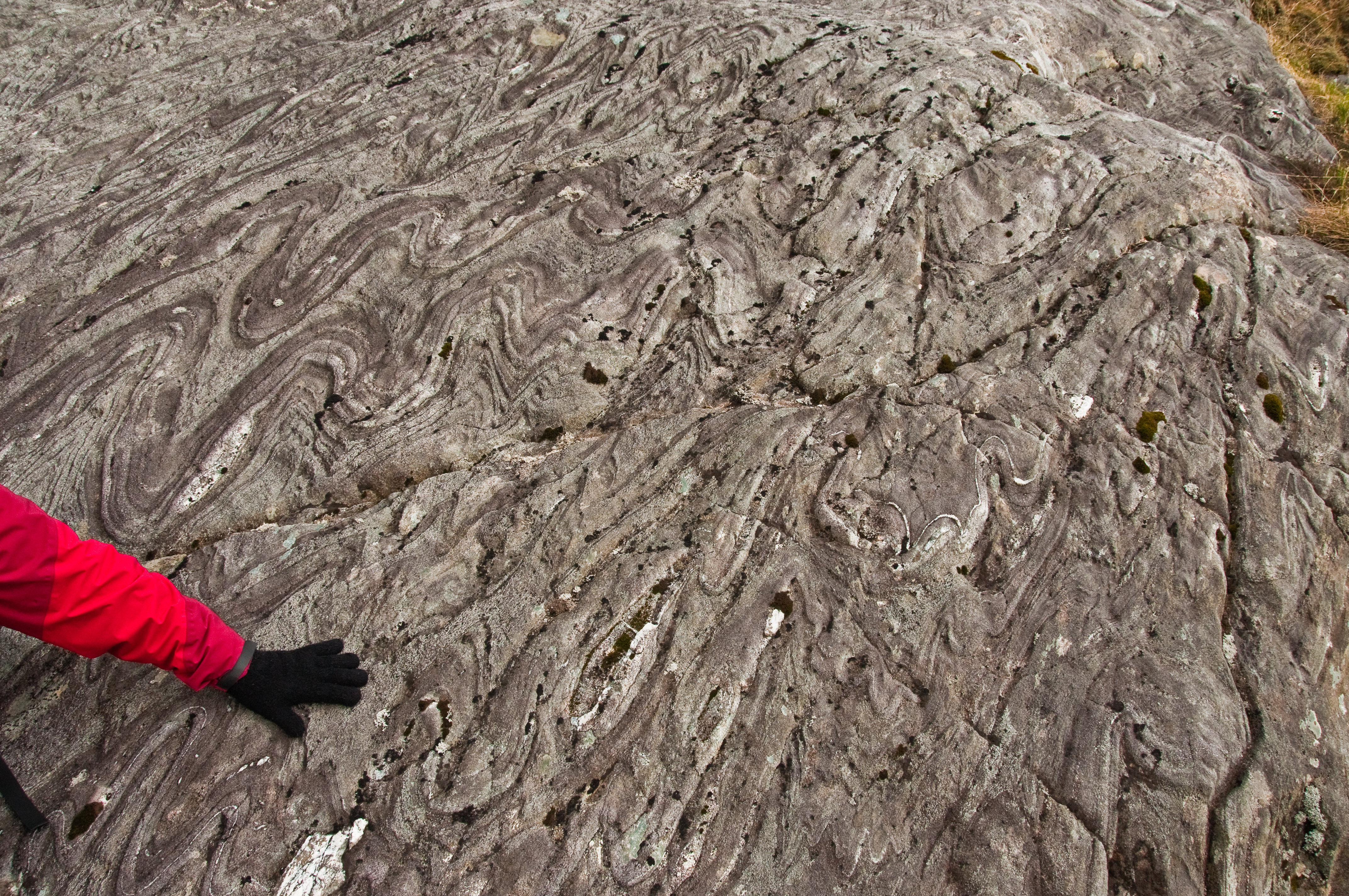
Verfalteter Metapelit der Mittleren Morar Group nahe Inverie

Die Moine Supergroup ist ihrerseits wiederum in mehrere Gruppen unterteilt worden. Die Stellung der einzelnen Gruppen zueinander (sowohl zeitlich als auch stratigraphisch) ist jedoch noch nicht endgültig geklärt, da ihr Sedimentinhalt fossilleer ist und sie außerdem stark metamorphosiert wurden. Die Gruppen werden daher tektono-stratigraphisch eingeordnet, und zwar in ihrer jeweiligen relativen Stellung gegenüber bedeutenden kaledonischen Überschiebungen.

### Morar Group
Die Morar Group liegt auf der Moine Thrust, jedoch unterhalb der Sgurr Beag Thrust bzw. der Naver Thrust. In ihr erscheinen große Späne aus Gneisen des Lewisians, die verschiedenerorts mit einem Basiskonglomerat abgedeckt werden – und hiermit die Diskordanz der Metasedimente an den Tag legen.

### East Sutherland Moine
Das East Sutherland Moine ruht auf der Naver Thrust. Die Obergrenze dieser bereits migmatitischen Gruppe ist nicht aufgeschlossen.

### Glenfinnan Group

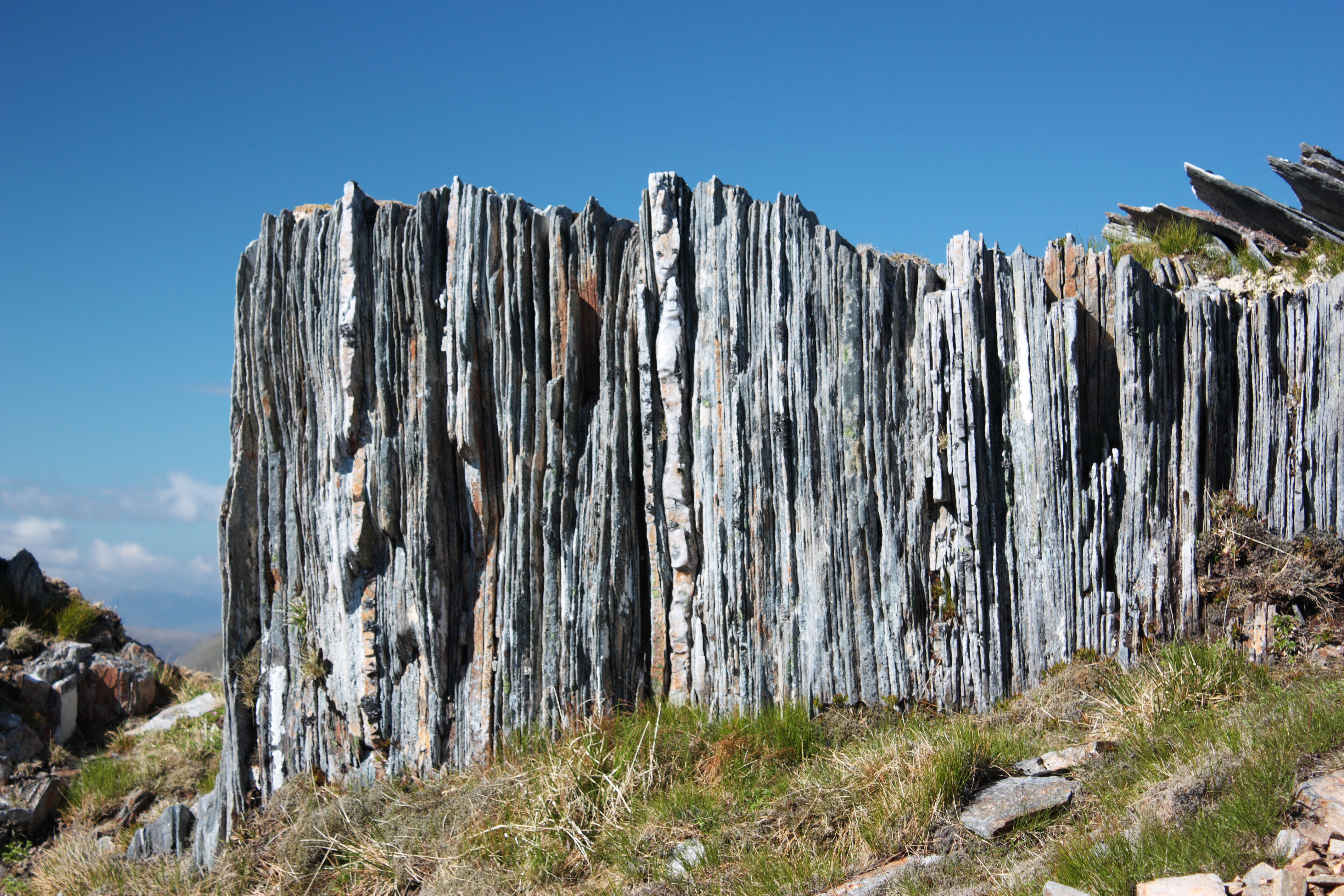
Vertikal gestellte Schichten der Glenfinnan Group bei Carn Eighe

Die Glenfinnan Group liegt tektonisch auf der Sgurr Beag Thrust, jedoch unterhalb der Loch Eil Group. An manchen Stellen besteht ein echter stratigraphischer Übergang zwischen den beiden Gruppen. Auch hier finden sich Späne aus Gneisen des Lewisians oberhalb der Sgurr Beag Thrust. Sie werden als Reste des Grundgebirges angesehen, die während der Kaledonischen Gebirgsbildung eingeschuppt wurden.

### Loch Eil Group
Die Loch Eil Group sitzt der Glenfinnan Group stratigraphisch auf. Ihre Obergrenze ist ebenfalls nicht aufgeschlossen. Im Südwesten ihres Aufschlussgebiets besteht die Loch Eil Group überwiegend aus Psammiten. Sie kann hier in Formationen gegliedert werden (vom Hangenden zum Liegenden):
- Stronchreggan Formation – 100 bis 650 Meter mächtig
- Glen Gour Quartzite and Pelite Formation – 500 bis 800 Meter mächtig
- Kinlocheil Quartzite Formation – kann bis zu 1.500 Meter mächtig werden.

In den Distrikten von Strathconon und Strathglass wird eine Tarvie Psammite Formation ausgeschieden.

### Abfolgen von Dava und Glen Banchor
Die Abfolgen von Dava und Glen Banchor befinden sich bereits auf dem Grampian Terrane und bilden jetzt Untergruppen der neu aufgestellten Badenoch Group. Wegen lithologischer Ähnlichkeiten und einer vergleichbaren metamorphen Entwicklung werden die beiden Abfolgen jetzt in die Nähe der Moine Supergroup gerückt. Möglicherweise stellen sie die Unterlage der Grampian Group dar, welche ja bereits der Dalradian Supergroup angehört.

## Alter

### Ablagerungsalter
Das vollkommene Fehlen von Fossilien spricht für ein präkambrisches Ablagerungsalter der Moine Supergroup. Diese Annahme wird durch ihre frühesten magmatischen Intrusionen untermauert, welche ins Tonium auf rund 870 Millionen Jahre vor heute datiert wurden. Nichts weist darauf hin, dass die Supergroup im Zeitraum 1.300 bis 1.000 Millionen Jahre vor heute von der Grenville-Orogenese beeinträchtigt worden war. Es deutet somit alles auf ein frühneoproterozoisches Ablagerungsalter. Eine mögliche Korrelation mit der in etwa gleich alten, jedoch nichtmetamorphen Torridonian Supergroup bleibt spekulativ.

### Metamorphosealter

#### Alter aus dem Knoydartian
Radiometrische Altersdatierungen an Glimmern in verformten Pegmatiten erbrachten den ersten Hinweis auf ein metamorphes Ereignis im Neoproterozoikum, das auf den Zeitraum 750 bis 690 Millionen Jahre festgelegt werden konnte – die Knoydart-Orogenese bzw. das Knoydartian. Durch verbesserte Verfahren wurde das Metamorphoseereignis mittlerweile ins Cryogenium auf 820 bis 790 Millionen Jahre verwiesen – wobei jüngere Alter als Abkühlalter anzusehen sind.

#### Kaledonische Alter
Ursprünglich wurde angenommen, dass im Northern Highlands Terrane und im Grampian Terrane unterschiedliche geologische Abläufe stattgefunden hatten. Scheinbar war nur das Grampian Terrane von der Grampian-Orogenese des Ordoviziums erfasst worden. Mittlerweile ist jedoch bekannt, dass sich Alter des metamorphen Grampian-Ereignisses auch in der Moine Supergroup nachweisen lassen – obschon deren Hauptmetamorphose erst während der Skandischen Orogenese im Silur registrierte.

## Tektonik

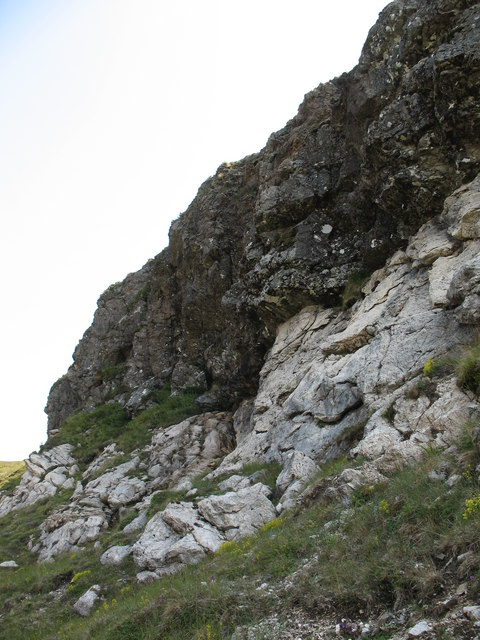
Die Moine Thrust am Knockan Crag. Dunkle neoproterozoische Gesteine der Moine Supergroup überfahren hier helle Kalke des Kambriums der Durness Group.

### Zeitraum vor dem Knoydartian
Unabhängig vom Metamorphosegrad und der starken Verformung innerhalb der Moine Supergroup konnten Mächtigkeitsschwankungen innerhalb der einzelnen Gruppen festgestellt werden. Diese Schwankungen werden jetzt auf Halbgräben zurückgeführt, welche sich in einem Riftsetting gebildet hatten.

### Knoydartian
Die Ursache des Knoydart-Metamorphoseereignisses ist noch nicht geklärt. Manche Autoren sehen es als ein Ergebnis von erhöhtem Wärmefluss, verursacht durch Ausdehnungstektonik. Andere Autoren wiederum interpretieren es als orogenetisch bedingt.

### Kaledonische Gebirgsbildung
Das wichtigste, tektonisch registrierte Ereignis in der Moine Supergroup war zweifellos die obersilurische Skandische Orogenese. In ihr entstanden regional bedeutende Überschiebungen wie beispielsweise die Moine Thrust, die Naver Thrust und die Sgurr Beag Thrust. Die auf die basale Moine Thrust weiter ostwärts folgenden Überschiebungen sind alle verfaltet und duktil verformt.
Im Endstadium der Kaledonischen Orogenese bildeten sich sinistrale Seitenverschiebungen. Die größte unter ihnen ist zweifellos die Great Glen Fault, andere bedeutende Strukturen sind die Strathcanon Fault und die Strathglass Fault.

### Profilschnitt
Ein vereinfachter Profilschnitt zwischen der Moine Thrust im Nordwesten und der Great Glen Fault im Südosten verdeutlicht den tektonischen Aufbau der Moine Supergroup. Er zeigt folgende zwei Grundelemente (nach Powell und Glendinning):
- Überfahrung der Moine Nappe an der Moine Thrust in Richtung Westnordwest,
- Überfahrung der Sgurr Beag Nappe entlang der Sgurr Beag Thrust ebenfalls nach Westnordwest.

Die Deckenüberschiebung der Moine Nappe wird aus der Morar Group aufgebaut und durch die Knoydart Thrust in etwa zweigeteilt. Ihre basale Moine Thrust ist westnordwest-vergent (mit leichten Abweichungen) und verläuft überwiegend innerhalb des Lewisians, das in die Morar Group rückverfaltet sein kann. Die Morar Group ist ebenfalls westnordwest-vergent verfaltet. Auch die Knoydart Thrust folgt diesem Schema, bemerkenswert ist die Verfaltung ihrer Überschiebungsfläche. Im rückwärtigen östlichen Bereich der Moine Nappe verschwindet die Westnordwestvergenz und geht in ein riesiges vertikales, isoklinales Antiklinorium über – die Loch Eilt Antiform. Die darüberliegende Sgurr Beag Thrust ist sehr steil isoklinal verfaltet. Auf ihr ist die Glenfinnan Group nach Westnordwest eingeglitten und an ihrem Stirnende beginnt der Northern Highland Steep Belt. Dieser steilstehende Gürtel setzt auf seiner Westseite mit einem Synklinorium ein – der Glenshian Synform. Daran schließt sich die bereits erwähnte Loch Eilt Antiform an. Auf der Ostseite des Antiklinoriums taucht die Sgurr Beag Thrust in den tiefen Untergrund ab. Weiter gen Osten folgt sodann das Synklinorium der Glen Dessary Synform, in deren Kern erstmals die Loch Eil Group erscheint. Der Northern Highland Steep Belt endet dann in einem weiteren Antiklinorium – der Spidean Mialach Antiform. Mit Erreichen der Loch Quoich Line verflachen sich die Strukturen und es beginnt der Northern Highland Flat Belt. Aber selbst hier zeigen die Metasedimente der Glenfinnan und Loch Eil Group nach wie vor Westnordwest-Vergenz. Unterhalb der Loch Quoich Line sitzt der West Highland Granite Gneiss diskordant in der Glenfinnan Group. Die steilstehende Seitenverschiebung der Great Glen Fault schneidet das Profil schließlich jäh ab, bringt aber die Glenfinnan Group noch einmal zum Aufschluss.

## Assoziierter Magmatismus

### Mafische Intrusionen
Die Moine Supergroup wird von zahlreichen kleinen, metabasischen Intrusionen durchsetzt, insbesondere die Glenfinnan Group und die Loch Eil Group. Ihr Chemismus ist tholeiitisch und deutet auf ein Rift Environment hin.

### Frühe granitische Intrusionen
In Sutherland und in Ross-shire wird die Moine Supergroup von granitischen Schichtlagen infiltriert, welche auf 611 bis 588 Millionen Jahre (Ediacarium) datiert werden konnten. Auch sie werden einem Rift zugeschrieben.

### Newer Granites
Der Löwenanteil der granitischen Intrusionen wird zu den Newer Granites gerechnet. Diese in den gesamten schottischen Kaledoniden vorkommenden Granitoide intrudierten während des Obersilurs und des Unterdevons in die Moine Supergroup. Ihr bedeutendster Vertreter ist der Strontian-Pluton.

## Neue Forschungsergebnisse
Neue Forschungsergebnisse durch Maarten Krabbendam und Kollegen und durch Hugo Olierook und Kollegen lassen erkennen, dass die Moine Supergroup keineswegs monolithisch ist, sondern durch die zwischen 950 und 930 Millionen Jahre alte Renlandian Orogeny zweigeteilt wird – in ein Lower Moine und in ein Upper Moine. Die Morar Group fällt hierbei ins Lower Moine (1000 bis 960 Millionen Jahre), die Glenfinnan Group und die Loch Eil Group jedoch ins Upper Moine (in etwa 900 bis 870 Millionen Jahre). Krabbendam und Kollegen haben mittlerweile eine komplette Neugliederung mit drei Megasequenzen eingeführt – MS 1, MS 2 und MS 3. Hierbei entspricht das Lower Moine der MS 1 und das Upper Moine der MS 2. Die MS 3 wird durch die Dalradian Supergroup repräsentiert. Diese Autoren bezeichnen jetzt das Lower Moine als Wester Ross Supergroup und das Upper Moine als Loch Ness Supergroup. Eine Gliederung in drei Megasequenzen lässt sich nicht nur in Schottland erkennen, sondern findet sich auch in der kanadischen Arktis, im Osten und Nordosten Grönlands, auf Shetland, auf Svalbard und in Norwegen. MS 2 ist jedoch auf Shetland nicht verwirklicht.

## Zusammenschau – Geodynamik und zeitliche Einordnung
Ausgangspunkt für ein weitergehendes geodynamisches Verständnis der Moine Supergroup bzw. jetzt der Wester Ross Supergroup und der Loch Ness Supergroup ist die Grenville-Orogenese, die in etwa zwischen 1150 und 1000 Millionen Jahren die endgültige Zusammensetzung Rodinias vollendete. Entlang der Nordostküste Nordamerikas war eine riesige orogenetisch bedingte Aufbeulung (engl. welt) entstanden, welche bis zur Rockall Bank und zur Südspitze des Grampian Terrans reichte. Das Orogen bog dann in südliche Richtung in das zeitgleiche Svekonorwegen-Orogen auf Baltica um. Der Sedimenteintrag für die beiden schottischen Supergroups stammt zum Großteil zweifellos von diesen beiden Orogenästen. Baltica hatte gleichzeitig eine Rotation um 95° im Uhrzeigersinn durchgeführt und dadurch das Asgard-Meer eröffnet. In dieser Zeit hatten sich im dazwischenliegenden schottischen Raum die Sedimente der Stoer Group (um 1150 Millionen Jahre) und ab 1056 bis etwa 1040  Millionen Jahren die Sedimente der Sleat Group gebildet. Es folgte sodann ab 995 bis 960 Millionen Jahren die Sedimentation der ersten Megasequenz – der Wester Ross Supergroup. Abgelagert wurden jetzt die Morar Group und die in etwa zeitgleiche Torridon Group. Der Renland-Zyklus der Valhalla Orogeny beendete die Sedimentation der ersten Megasequenz. Das Valhalla-Orogen beeinträchtigte den gesamten Raum vom Grampian Terrane im Süden bis hoch nach Svalbard und umfasste dabei Shetland, die norwegische Küste und die Ostküste Grönlands. Nach dem Renland-Zyklus wurde schließlich zwischen 900 und 860 Millionen Jahren die Loch Ness Supergroup (Megasequenz 2) mit der Glenfinnan Group, der Loch Eil Group und der Badenoch Group abgesetzt. Diese Megasequenz wurde dann ihrerseits durch die Knoydart-Orogenese zwischen 840 und 725 Millionen Jahren beendet. Hierauf folgte dann ganz zum Schluss noch ab etwa 720 Millionen Jahren die Megasequenz 3 mit der Dalradian Supergroup (im Grampian Terrane). Ihre Sedimentation ist bereits dem Aufbrechen Rodinias zuzuschreiben.

## Photogalerie

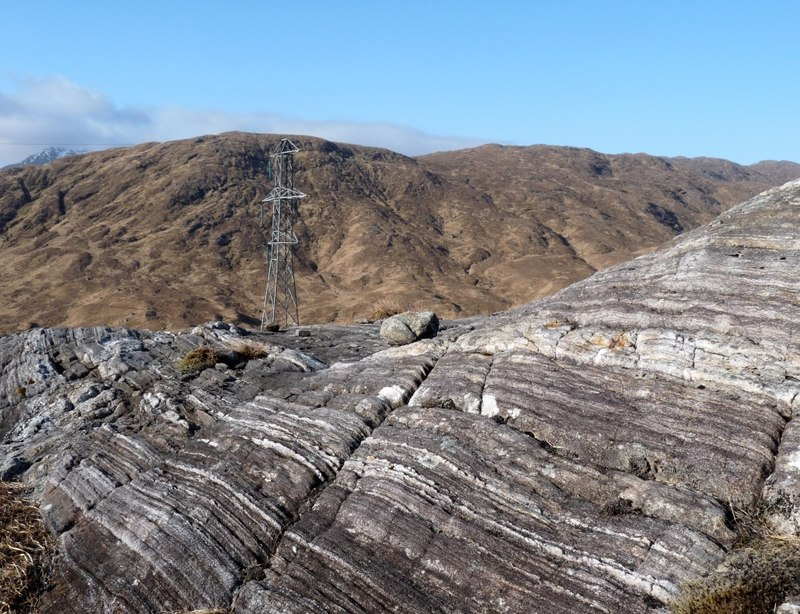
Aufschluss mit Gesteinen der Glenfinnan Group
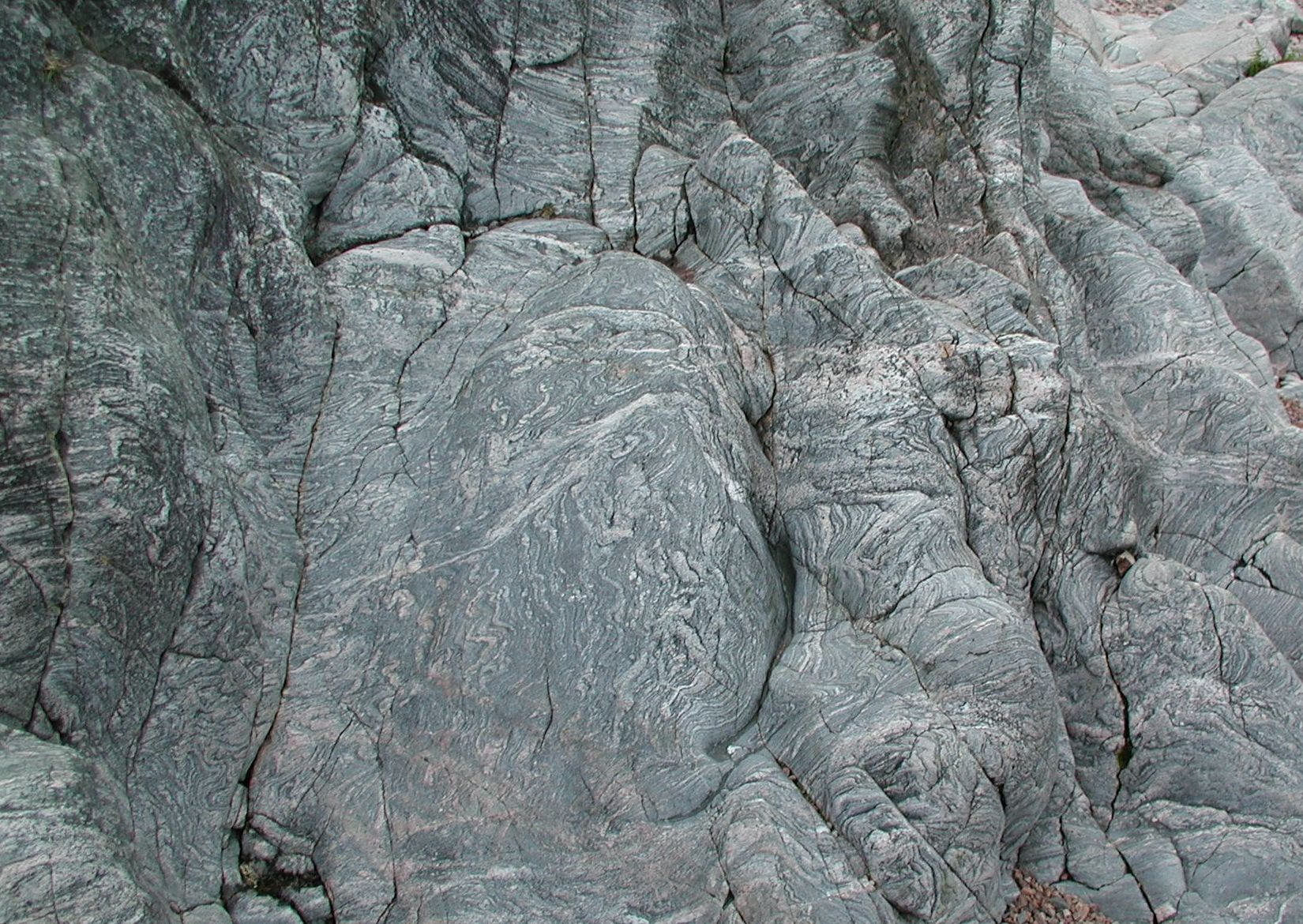
Intensiv verformte Gesteine der Moine Supergroup am Loch Ness
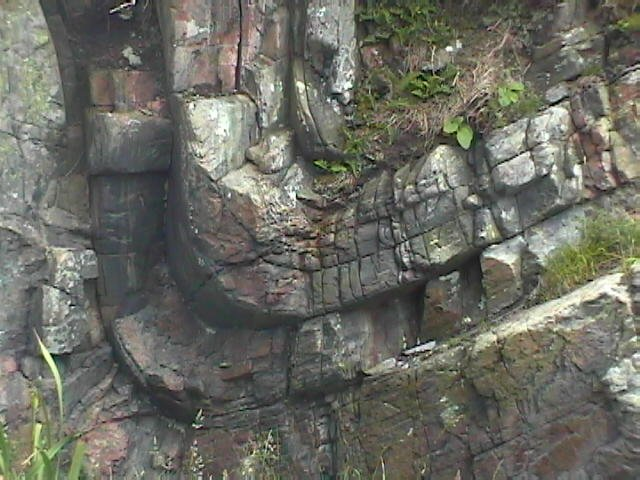
Falte in der Moine Supergroup bei Crudha Ard in der Nähe von Arnisdale
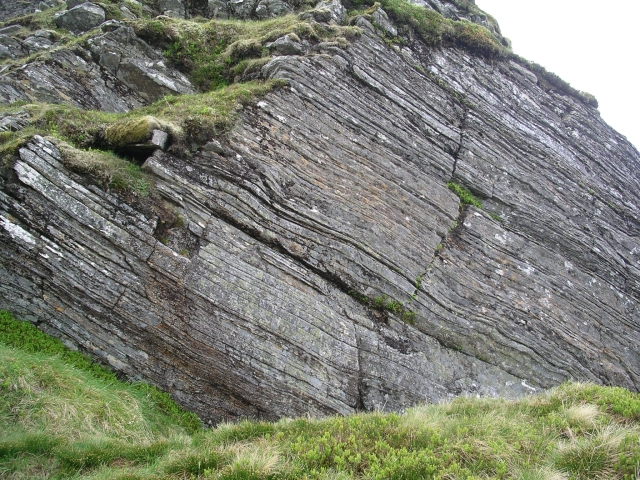
Nach Nordost einfallende Schichten der Glenfinnan Group bei Gairich
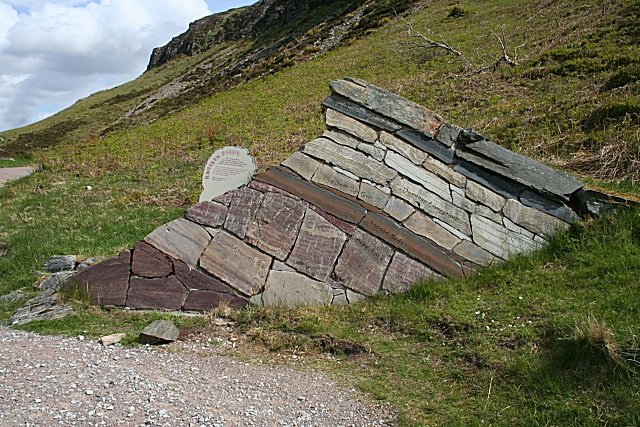
Modell der Schichtenabfolge der Knockan Wall – vom Lewisian (unten links) bis zur Moine Supergroup (oben rechts)
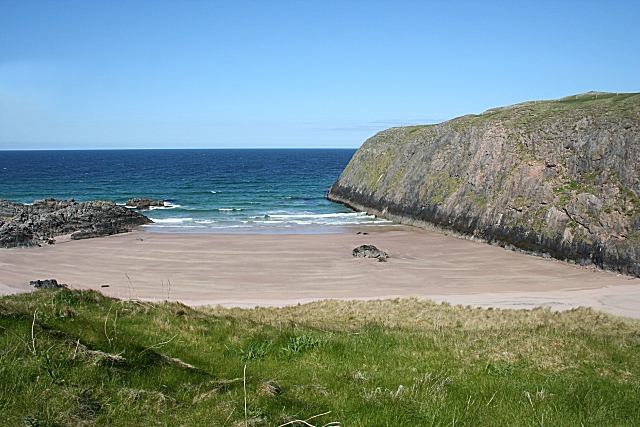
Die Sangobeg Fault. An ihr wird die Moine Supergroup (rechts) gegenüber den Kalken der Sailmhor-Formation (links) herausgehoben
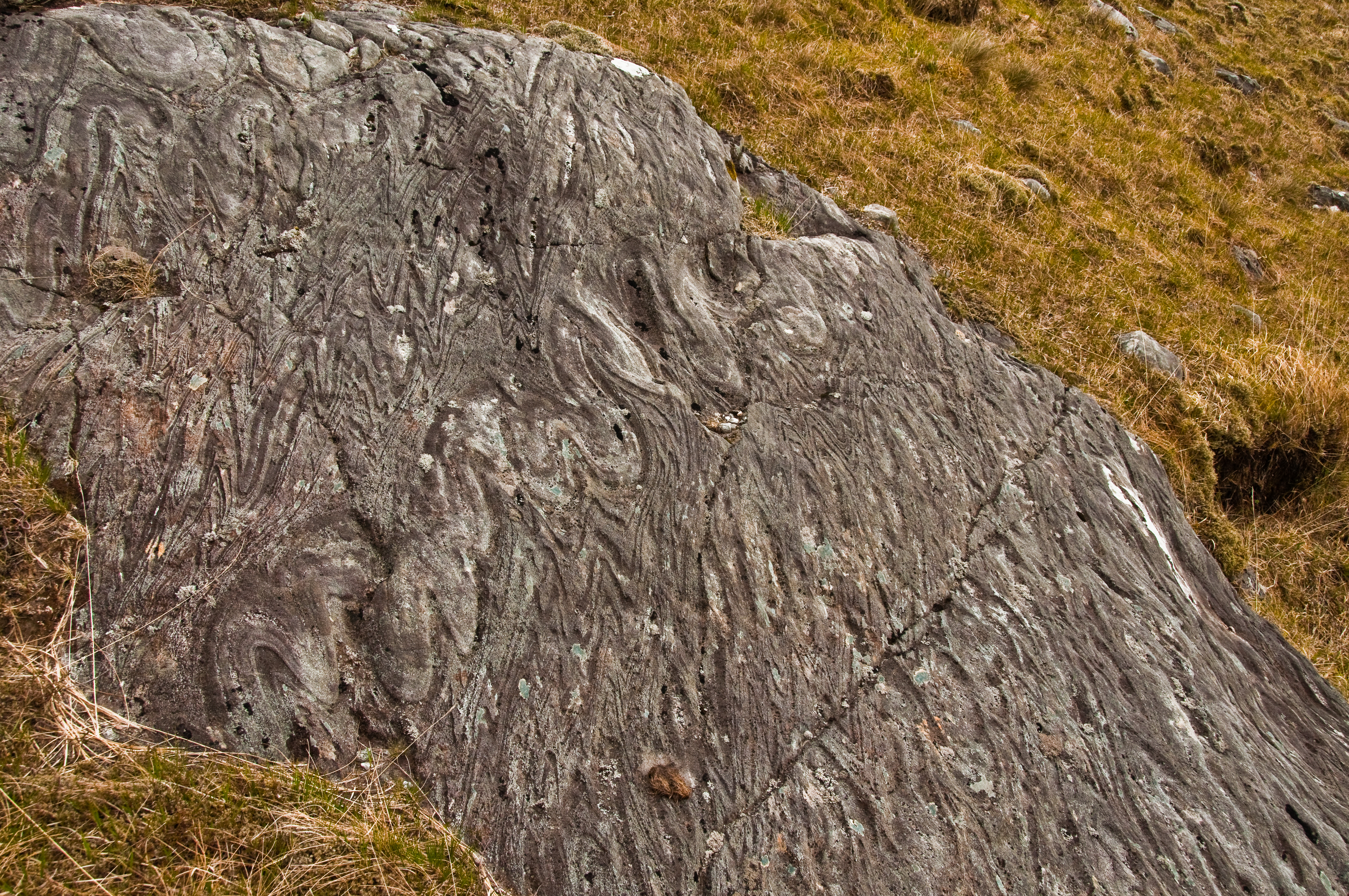
Stark verfalteter Semipelit der Morar Group bei Inverie
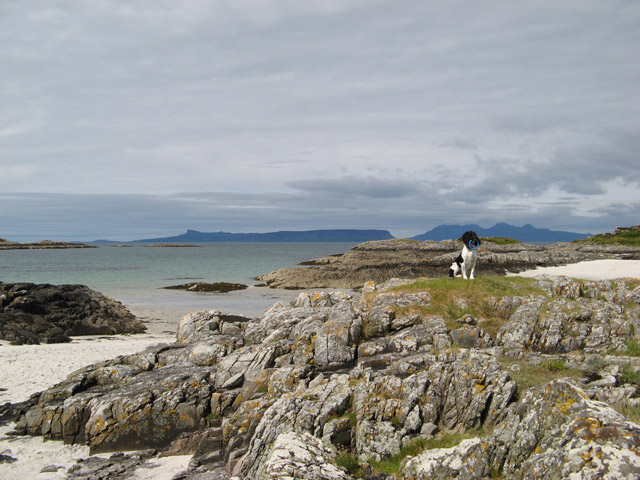
Im Vordergrund die Morar Group, im Hintergrund Vulkanite und Magmatite auf Eigg und Rùm